# Richmond (Kansas)
Richmond es una ciudad ubicada en el condado de Franklin en el estado estadounidense de Kansas. En el año 2010 tenía una población de 464 habitantes y una densidad poblacional de 662,86 personas por km².

## Geografía
Richmond se encuentra ubicada en las coordenadas 38°24′9″N 95°15′11″O / 38.40250, -95.25306 (38.402512, -95.252941).

## Demografía
Según la Oficina del Censo en 2000 los ingresos medios por hogar en la localidad eran de $36,250 y los ingresos medios por familia eran $39,531. Los hombres tenían unos ingresos medios de $28,500 frente a los $21,250 para las mujeres. La renta per cápita para la localidad era de $14,730. Alrededor del 6.9% de la población estaban por debajo del umbral de pobreza.